# The Thoughts of Emerlist Davjack
The Thoughts of Emerlist Davjack, pubblicato nel 1968, è il primo album in studio del gruppo britannico di rock progressivo The Nice.

## Brani
Emerlist Davjack è uno pseudonimo al quale sulla prima edizione dell'album il gruppo accreditò anche due brani: deriva dai cognomi dei quattro componenti: Keith Emerson, Davy O'List, Brian Davison e Lee Jackson.
L'album si compone di otto brani che musicalmente mescolano assieme vari generi come beat, blues, rock psichedelico e jazz.
Il testo di Flower King of Flies, a detta del bassista e cantante del gruppo Lee Jackson che ne è autore, fu scritto pensando a Paul McCartney. Il titolo è invece un riferimento al romanzo Il signore delle mosche di William Golding.
La title track fu pubblicata anche come singolo nel Novembre del 1967 con l'inedita Azrial (Angel of Death) sul lato B. Il brano fu adattato per tre volte in lingua italiana: il gruppo beat I Califfi ne incise nel 1969 una versione dal titolo: I Pensieri di Davjack, con testo di Franco Boldrini; poco dopo il complesso Quelli, composto in parte da futuri membri della Premiata Forneria Marconi, la pubblicò come: Pensieri, con testo di Ricky Gianco, nell'unico album di quella formazione; infine una terza cover intitolata: Fuori Città, stavolta adattata da Franco Califano insieme ad Angelo Sotgiu e Franco Gatti dei Ricchi e Poveri, vide la luce su un singolo pubblicato nel 1970 da I Fiori di Campo, gruppo che includeva Marcello Todaro, futuro chitarrista del Banco del Mutuo Soccorso.
Bonnie K è un brano a firma del chitarrista Davy O'List il cui strumento, nell'arrangiamento, predomina rispetto alle tastiere di Keith Emerson.
Rondo è un adattamento del brano jazz Blue Rondo à la Turk del Dave Brubeck Quartet, dall'album Time Out (1959); l'arrangiamento dei Nice cambia il tempo del brano di Brubeck da 9/8 a 4/4 e contiene una citazione da parte di Emerson della fuga dalla Toccata e fuga in Re minore di J. S. Bach. Questo è uno dei pochissimi brani del repertorio dei Nice eseguito dal vivo successivamente anche da Emerson, Lake & Palmer.
War and Peace, interamente strumentale, è la rielaborazione del brano Silver Meter (1963) dell'organista Big John Patton, inciso — ma mai pubblicato — anche da Gary Farr and the T-Bones, formazione nella quale Lee Jackson e Keith Emerson militavano a metà degli anni sessanta. Su quest'album fu accreditato a "Emerlist Davjack", come peraltro anche Rondo.
Tantalising Maggie è una canzone dal testo psichedelico la cui protagonista si comporta in modo bizzarro e «tiene un manicomio al piano di sopra».
Dawn si distingue per il testo bisbigliato, anziché cantato, da Jackson e Emerson alternatamente; due versi furono in seguito ripresi dal gruppo per il finale del singolo America (1968), in quell'occasione recitati da Kevin Arnold, figlio della cantante P. P. Arnold per la quale i Nice avevano esordito come gruppo di accompagnamento.
The Cry of Eugene fu inciso anche dai Jackson Heights, il gruppo fondato da Lee Jackson subito dopo lo scioglimento dei Nice, e incluso nel loro primo album King Progress (1970).

## Tracce
Lato A
1. Flower King of Flies – 3:19 (Keith Emerson, Lee Jackson)
2. The Thoughts of Emerlist Davjack – 2:49 (Emerson, Davy O'List)
3. Bonnie K – 3:24 (Jackson, O'List)
4. Rondo (strumentale) – 8:22 (Dave Brubeck, Emerson, O'List, Brian Davison, Jackson)

Lato B
1. War And Peace (strumentale) – 5:13 (Emerson, O'List, Davison, Jackson)
2. Tantalising Maggie – 4:35 (Emerson, Jackson)
3. Dawn – 5:17 (Davison, Emerson, Jackson)
4. The Cry of Eugene – 4:36 (Emerson, Jackson, O'List)

Tracce aggiunte nelle varie edizioni in CD
L'album fu ristampato più volte in CD a partire dal 1987, quasi sempre con l'aggiunta di quattro brani pubblicati su 45 giri nel 1968 e, nel caso delle edizioni successive al 1999, anche di una versione abbreviata del brano America precedentemente edita solo negli Stati Uniti.
1. The Thoughts of Emerlist Davjack (single version) – 2:48 (Emerson, O'List)
2. Azrial (Angel of Death) – 3:44 (Emerson, Jackson)
3. The Diamond-Hard Blue Apples of the Moon – 2:47 (Davison, Jackson)
4. America (strumentale) – 6:18 (musica: Leonard Bernstein, Emerson, Davison, Jackson)
5. America (US Single Version) (strumentale) – 3:55 (musica: Bernstein, Emerson, Davison, Jackson)

## Formazione
The Nice
- Brian Davison - batteria, percussioni, campane tubolari, timpani
- Keith Emerson - organo, pianoforte, clavicembalo, voce
- Lee Jackson - basso elettrico, chitarra, voce, timpani
- David O'List - chitarra, tromba, flauto, voce

Ospiti
- Billy Nicholls - cori (traccia: 2)